# Huntingdon (Pensilvania)
Huntingdon es un borough ubicado en el condado de Huntingdon en el estado estadounidense de Pensilvania. En el año 2000 tenía una población de 6,918 habitantes y una densidad poblacional de 774 personas por km².

## Geografía
Huntingdon se encuentra ubicado en las coordenadas 40°29′43″N 78°0′47″O / 40.49528, -78.01306.

## Demografía
Según la Oficina del Censo en 2000 los ingresos medios por hogar en la localidad eran de $31,261 y los ingresos medios por familia eran $42,684. Los hombres tenían unos ingresos medios de $33,269 frente a los $21,327 para las mujeres. La renta per cápita para la localidad era de $15,744. Alrededor del 13.9% de la población estaba por debajo del umbral de pobreza.